# 쿠퍼 호프먼
쿠퍼 호프먼(영어: Cooper Hoffman, 2003년 11월 11일 ~ )은 미국의 배우이다. 배우 필립 시모어 호프먼과 미미 오도널의 아들로, 폴 토머스 앤더슨의 영화 《리코리쉬 피자》를 통해 데뷔했다.

## 출연 작품
- 리코리쉬 피자 (2021)
- 와일드캣 (2023)
- 새터데이 나이트 (2024)